# Iso-Uski
Iso-Uski är en ö i Finland. Den ligger i sjön Haukivesi och i kommunen Nyslott i  landskapet Södra Savolax, i den sydöstra delen av landet, 280 km nordost om huvudstaden Helsingfors. Öns area är 33,9 hektar och dess största längd är 1,3 kilometer i öst-västlig riktning.